# Cheilotrichia bonaespei
Cheilotrichia bonaespei är en tvåvingeart som först beskrevs av Alexander 1917.  Cheilotrichia bonaespei ingår i släktet Cheilotrichia och familjen småharkrankar. Inga underarter finns listade i Catalogue of Life.